# 盖尔范德–奈马克–西格尔构造
在数学分支泛函分析中，对于给定的C*-代数 {\displaystyle {\mathcal {A}}} ， Gelfand–Naimark–Segal 构造（简称GNS构造）在一个C*-代数的循环*-表示与该C*-代数上的某类线性泛函（称为态）之间建立了对应关系。这种对应关系是通过根据态来显式地构造*-表示来建立的。其名称中的三位数学家分别是伊斯拉埃爾·蓋爾范德 、 马克·奈马克和欧文·西格尔。

## C*-代数的态与表示
C*-代数 {\displaystyle {\mathcal {A}}} 在希尔伯特空间 {\displaystyle H} 上的*-表示是 {\displaystyle {\mathcal {A}}} 到 {\displaystyle B(H)} 的 *-同态 {\displaystyle \pi } ，其中 {\displaystyle B(H)} 是 {\displaystyle H} 上有界算子构成的代数。换句话说，{\displaystyle \pi } 是将 {\displaystyle {\mathcal {A}}} 上的对合映为 {\displaystyle B(H)} 上的对合的代數同態。
下文提及 *-表示时，将默认讨论的是非退化的*-表示。也就是说线性生成空间 {\displaystyle \pi ({\mathcal {A}})H} 是 {\displaystyle H} 的稠密子集。注意，若 {\displaystyle {\mathcal {A}}} 有单位元，则非退化性蕴含了 {\displaystyle \pi } 的保单位元性质，即 {\displaystyle \pi } 将 {\displaystyle {\mathcal {A}}} 的单位元映射到 {\displaystyle H} 上的恒等算子 {\displaystyle I} 。
C*-代数 {\displaystyle {\mathcal {A}}} 上的态是范数为 1 的正线性泛函 {\displaystyle f} 。若 {\displaystyle {\mathcal {A}}} 具有乘法单位元，则此条件等价于 {\displaystyle f(1_{\mathcal {A}})=I} 。
对于希尔伯特空间 {\displaystyle H} 上的C*-代数 {\displaystyle {\mathcal {A}}} 的表示 {\displaystyle \pi } 以及 {\displaystyle \xi \in H} ，如果向量集
{\displaystyle \{\pi (x)\xi :x\in A\}}
在 {\displaystyle H} 中范数稠密，则 {\displaystyle \xi ,\pi } 分别被称为是循环向量和循环表示。一个不可约表示的任何非零向量都是循环的。然而，一般的循环表示中的非零向量可能不是循环向量。

### GNS 构造
令 {\displaystyle \pi } 为C*-代数 {\displaystyle {\mathcal {A}}} 在希尔伯特空间 {\displaystyle H} 上的*-表示，单位向量 {\displaystyle \xi } 对于 {\displaystyle \pi } 而言是循环向量。那么{\displaystyle a\mapsto \langle \pi (a)\xi ,\xi \rangle }是 {\displaystyle {\mathcal {A}}} 上的一个态。
反过来，通过选择一种典范的表示， {\displaystyle {\mathcal {A}}} 的每个态都可以被视为如上所述的向量态。
定理 — 给定C*-代数 {\displaystyle {\mathcal {A}}} 上的态 {\displaystyle \rho } ，必有 {\displaystyle {\mathcal {A}}} 在某个希尔伯特空间 {\displaystyle H} 上的一个*-表示 {\displaystyle \pi } 以及一个相对 {\displaystyle \pi } 而言循环的单位向量 {\displaystyle \xi } ，使得 {\displaystyle \forall a\in {\mathcal {A}},\quad \rho (a)=\langle \pi (a)\xi ,\xi \rangle .}
1. 构造希尔伯特空间 {\displaystyle H} 

定义 {\displaystyle {\mathcal {A}}} 上的一个正半定半线性形式如下
{\displaystyle \langle a,b\rangle =\rho (b^{*}a),\;a,b\in A.}
根据柯西-施瓦茨不等式， {\displaystyle {\mathcal {A}}} 中的退化元（也就是说即满足 {\displaystyle \rho (a^{*}a)=0} 的 {\displaystyle a} ）构成了 {\displaystyle {\mathcal {A}}} 的一个子空间 {\displaystyle {\mathcal {I}}} 。通过C*-代数式的论证，可以证明[2] {\displaystyle {\mathcal {I}}} 是 {\displaystyle {\mathcal {A}}} 的一个左理想（即 {\displaystyle \rho } 的左核)。实际上，它是 {\displaystyle \rho } 的核所含的最大的左理想。商空间 {\displaystyle {\mathcal {A}}/{\mathcal {I}}} 可配备内积 {\displaystyle \langle a+I,b+I\rangle :=\rho (b^{*}a),\;a,b\in A} 而成为内积空间。再利用内积诱导的范数进行完备化便得到被记作 {\displaystyle H} 的希尔伯特空间.
2. 构造表示 {\displaystyle \pi } 

为定义 {\displaystyle {\mathcal {A}}} 到 {\displaystyle B(H)} 上的映射 {\displaystyle {\mathcal {A}}} ，先定义 {\displaystyle \pi } 到 {\displaystyle B({\mathcal {A}}/{\mathcal {I}})} 上的映射。为此对于 {\displaystyle a\in {\mathcal {A}}} ，定义算子 {\displaystyle \pi (a)} 的行为如下： {\displaystyle \pi (a)(b+{\mathcal {I}})=ab+{\mathcal {I}}} ，其中 {\displaystyle x+{\mathcal {I}}} 表示商空间中的 {\displaystyle x\in {\mathcal {A}}} 所属的等价类。类似前面对 {\displaystyle {\mathcal {I}}} 是左理想的证明，可以证明[3]前述的算子 {\displaystyle \pi (a)} 是有界的，故可以唯一地扩张为 {\displaystyle H} 上的有界算子。注意希尔伯特空间上算子的伴随的定义， {\displaystyle \pi } 显然是保对合的，至此便证明了它是一个*-同态。
3. 找出循环单位向量 {\displaystyle \xi } 

若 {\displaystyle {\mathcal {A}}} 有乘法单位元 {\displaystyle 1} ，则显然 {\displaystyle {\mathcal {A}}} 中单位元所在的等价类就是 {\displaystyle H} 中相对于 {\displaystyle \pi } 而言的循环向量 {\displaystyle \xi } 。若 {\displaystyle {\mathcal {A}}} 没有乘法单位元，可考虑 {\displaystyle {\mathcal {A}}} 的渐进单位元 {\displaystyle \{e_{\lambda }\}} 。由于正线性泛函有界， {\displaystyle \{e_{\lambda }\}} 在商空间中的等价类将收敛于某个向量 {\displaystyle \xi \in H} ，即所要寻找的循环向量。

根据 {\displaystyle H} 上内积的定义，态 {\displaystyle \rho } 显然可由上述循环表示和循环向量构造而来，于是此定理证毕。

在上述定理的证明中，根据 {\displaystyle {\mathcal {A}}} 上的态产生*-表示的方法称为GNS构造。
对于C*-代数 {\displaystyle {\mathcal {A}}} 上的一个态，相应的GNS表示本质上由 {\displaystyle \rho (a)=\langle \pi (a)\xi ,\xi \rangle } 唯一确定了。下面的定理说明了这一点：
定理 — 设 {\displaystyle \pi ,\pi '} 是 {\displaystyle {\mathcal {A}}} 分别在希尔伯特空间 {\displaystyle H,H'} 上的*-表示，相应的循环单位向量分别是 {\displaystyle \xi ,\xi '} 。对于 {\displaystyle {\mathcal {A}}} 上给定的态 {\displaystyle \rho } ，若其满足 {\displaystyle \forall a\in {\mathcal {A}},\quad \rho (a)=\langle \pi (a)\xi ,\xi \rangle =\langle \pi '(a)\xi ',\xi '\rangle } ，则 {\displaystyle \pi ,\pi '} 是幺正等价的*-表示，也就是说存在一幺正算子 {\displaystyle U:H\to H'} 使得 {\displaystyle \forall a\in {\mathcal {A}},\quad \pi '(a)=U\pi (a)U^{*}.} 该算子具有性质
{\displaystyle \forall a\in {\mathcal {A}},\quad U\pi (a)\xi =\pi '(a)\xi '.}

### GNS构造的重要性
GNS构造是盖尔范德-奈马克定理证明的核心，该定理将C*-代数刻画为算子代数。一个C*-代数具有足够多的纯态（见下文）来使得相应不可约GNS表示的直和成为忠实的。
全体态对应的GNS表示的直和称为 {\displaystyle {\mathcal {A}}} 的万有表示，其包含有每个循环表示。由于每个*-表示都是循环表示的直和，因此 {\displaystyle {\mathcal {A}}} 的每个 *-表示可在万有表示之副本之和的直和分解中找到。
若 {\displaystyle \Phi } 是 C*-代数 {\displaystyle {\mathcal {A}}} 的万有表示，则 {\displaystyle \Phi ({\mathcal {A}})} 在弱算子拓扑中的闭包称为 {\displaystyle {\mathcal {A}}} 的包络冯诺依曼代数。它可以视为是双对偶 {\displaystyle {\mathcal {A}}^{**}} 。

## 不可约性
不可约*-表示和态所构成的凸集的极点（純態）之间的关系也很重要。 {\displaystyle H} 上的表示 {\displaystyle \pi } 是不可约的，当且仅当 {\displaystyle H} 没有非平凡的在任一 {\displaystyle \pi (x)} 下不变的闭子空间，这里所谓平凡的子空间是指 {\displaystyle H,\{0\}} 。
定理 — 有单位元的C*代数 {\displaystyle {\mathcal {A}}} 上的态构成一个弱*-拓扑意义下的紧致凸集。更普遍的是，（无论C*代数是否有单位元）范数不大于一的正线性泛函构成一紧凸集。
这些结果可由巴拿赫-阿勞格魯定理直接得出。
作为有单位元的交换代数，对于某个紧致的 {\displaystyle X} 上的连续函数所构成的C*-代数 {\displaystyle {\mathcal {C}}(X)} ， 里斯-马尔可夫-角谷表示定理指出，范数不超过一的正泛函可视作 {\displaystyle X} 上一个总质量不超过一的博雷尔正测度。根据克林-米尔曼定理，极点态则对应于狄拉克测度。
另一方面， {\displaystyle {\mathcal {C}}(X)} 的表示的不可约性等价于其是一维的。因此，为使 {\displaystyle {\mathcal {C}}(X)} 对应于测度 {\displaystyle \mu } 的GNS 表示是不可约的，须且仅须 {\displaystyle \mu } 是一极点态。事实上，这对于一般的C*-代数也成立。
定理 — 设 {\displaystyle \pi } 是C*-代数 {\displaystyle {\mathcal {A}}} 在希尔伯特空间 {\displaystyle H} 上的*-表示，相应的循环单位向量是 {\displaystyle \xi } ，相应的态是 {\displaystyle f} 。当且仅当 {\displaystyle f} 是范数不大于一的正线性泛函所构成之凸集的极点时，表示 {\displaystyle \pi } 是不可约的。
为证明此结果，首先须注意，一个表示是不可约的当且仅当 {\displaystyle \pi ({\mathcal {A}})} 的中心化子（记作 {\displaystyle \pi ({\mathcal {A}})'} ）由单位元的标量倍数构成。
{\displaystyle {\mathcal {A}}} 上任一被 {\displaystyle f} 控制的正线性泛函 {\displaystyle g} 具有形式{\displaystyle g(x^{*}x)=\langle \pi (x)\xi ,\pi (x)T_{g}\,\xi \rangle ,}其中 {\displaystyle T_{g}\in \pi ({\mathcal {A}})'} 是某个正算子，其在算子序下满足 {\displaystyle 0\leq T\leq 1}。这是拉东-尼科迪姆定理的一个版本。
对于这样的 {\displaystyle g} ，可以将 {\displaystyle f} 写为如下正线性泛函的和： {\displaystyle f=g+g'} 。因此 {\displaystyle \pi } 幺正等价于 {\displaystyle \pi _{g}\oplus \pi _{g'}} 的一个子表示。这表明当且仅当任何这样的 {\displaystyle \pi _{g}} 都幺正等价于 {\displaystyle \pi } ，即 {\displaystyle g} 是 {\displaystyle f} 的标量倍数， {\displaystyle \pi } 才是不可约的。于是便证明了该定理。
上文提到的极点态往往被称为纯态，但须注意纯态的定义是全体态所构成之凸集的极点。
上述C*-代数的定理可推广到具有渐进单位元的B*-代数。

## 推广
刻画完全正映射的斯坦斯普林扩张定理是GNS构造的一个重要推广。

## 历史
盖尔凡德和奈马克关于盖尔凡德-奈马克定理的论文发表于1943年。西格尔意识到了其工作中隐含的构造，并以更明显的形式呈现出来。 
西格尔在其1947年的论文中表明，对于可由希尔伯特空间上的算子代数描述的任何物理系统，考虑 C*-代数的不可约表示就足够了。在量子理论中，这意味着C*-代数是由可观测量生成的。正如西格尔所指出的，约翰·冯·诺依曼早先已经证明过这一点，但仅限于非相对论性的薛定谔-海森堡理论的特殊情况。

### 内联引用
1. ↑  Kadison, R. V., Theorem 4.5.2, Fundamentals of the Theory of Operator Algebras, Vol. I : Elementary Theory, American Mathematical Society. ISBN 978-0821808191
2. ↑  Takesaki, Masamichi.  1. Heidelberg Berlin: Springer-Verlag. 1979: 37. ISBN 978-1-4612-6188-9.
3. ↑  Takesaki, Masamichi.  1. Heidelberg Berlin: Springer-Verlag. 1979: 40. ISBN 978-1-4612-6188-9.
4. ↑  Kadison, R. V., Proposition 4.5.3, Fundamentals of the Theory of Operator Algebras, Vol. I : Elementary Theory, American Mathematical Society. ISBN 978-0821808191
5. ↑  I. M. Gelfand, M. A. Naimark. . Matematicheskii Sbornik. 1943, 12 (2): 197–217. (also Google Books, see pp. 3–20)
6. ↑  I. E. Segal.  (PDF). Bull. Am. Math. Soc. 1947, 53 (2): 73–88. doi:10.1090/s0002-9904-1947-08742-5 .